# Echipa națională de fotbal a Laosului
Echipa națională de fotbal a Laosului reprezintă Laosul în fotbalul internațional și este controlată de Federația de Fotbal din Laos. Nu s-a calificat la nici un turneu final.

## Antrenori
| Nume                  | Naționalitate | Perioadă                | Meciuri | Victorii | Egaluri | Înfrângeri | V %   |
| Outhensackda Vatthana | Laos          | 2000 – ?                |         |          |         |            |       |
| Dominique Fernandez   | Franța        | May 2003 – ?            |         |          |         |            |       |
| Bounlap Khenkitisack  | Laos          | 2004 – ?                |         |          |         |            |       |
| Saythong Syphasay     | Laos          | 2006 – ?                | 7       | 3        | 1       | 3          | 47,6% |
| Veleriy Dvovin        | Rusia         | Oct 2008                |         |          |         |            |       |
| Xaysana Savatdy       | Laos          | Dec 2008 – Jul 2009     | 7       | 3        | 0       | 4          | 42,9% |
| Alfred Riedl          | Austria       | Jul 2009 – May 2010     | 5       | 1        | 2       | 2          | 33,3% |
| David Booth           | Anglia        | iulie 2010 – dec 2010   | 5       | 1        | 3       | 1          | 20%   |
| Bounlap Khenkitisack  | Laos          | ianuarie 2011 – prezent | 2       | 0        | 1       | 1          | 0%    |

## Record competițional

### Campionatul Mondial
| Campionatul Mondial de Fotbal FIFA World Cup | Campionatul Mondial de Fotbal FIFA World Cup | Campionatul Mondial de Fotbal FIFA World Cup | Campionatul Mondial de Fotbal FIFA World Cup | Campionatul Mondial de Fotbal FIFA World Cup | Campionatul Mondial de Fotbal FIFA World Cup | Campionatul Mondial de Fotbal FIFA World Cup | Campionatul Mondial de Fotbal FIFA World Cup |
| An                                           | Rundă                                        | M                                            | V                                            | E                                            | Î                                            | GM                                           | GP                                           |
| -------------------------------------------- | -------------------------------------------- | -------------------------------------------- | -------------------------------------------- | -------------------------------------------- | -------------------------------------------- | -------------------------------------------- | -------------------------------------------- |
| 1930 până în 1998                            | nu a participat                              | -                                            | -                                            | -                                            | -                                            | -                                            | -                                            |
| 2002                                         | nu s-a calificat                             | 6                                            | 1                                            | 1                                            | 4                                            | 3                                            | 40                                           |
| 2006                                         | nu s-a calificat                             | 8                                            | 0                                            | 1                                            | 7                                            | 3                                            | 36                                           |
| 2010                                         | nu a participat                              | -                                            | -                                            | -                                            | -                                            | -                                            | -                                            |
| Total                                        |                                              | 14                                           | 1                                            | 2                                            | 11                                           | 6                                            | 76                                           |

### Cupa Asiei
| Cupa Asiei AFC | Cupa Asiei AFC   | Cupa Asiei AFC | Cupa Asiei AFC | Cupa Asiei AFC | Cupa Asiei AFC | Cupa Asiei AFC | Cupa Asiei AFC |
| An             | Rundă            | M              | V              | E              | Î              | GM             | GP             |
| -------------- | ---------------- | -------------- | -------------- | -------------- | -------------- | -------------- | -------------- |
| 1956 to 1996   | nu a participat  | -              | -              | -              | -              | -              | -              |
| 2000           | nu s-a calificat | 3              | 1              | 0              | 2              | 2              | 14             |
| 2004           | nu s-a calificat | 2              | 1              | 0              | 1              | 3              | 6              |
| 2007           | nu a participat  | -              | -              | -              | -              | -              | -              |
| 2011           | nu a participat  | -              | -              | -              | -              | -              | -              |
| Total          | 0/2              | 5              | 2              | 0              | 3              | 5              | 20             |

### Cupa Challenge AFC
- 2006: A fost înlocuită de AFC
- 2008: s-a retras[4]
- 2010: nu a participat
- 2012: nu s-a calificat'

### Campionatul ASEAN
Competiția a fost inițial cunoscută ca Cupa Tigrului
| ASEAN Football Championship | ASEAN Football Championship | ASEAN Football Championship | ASEAN Football Championship | ASEAN Football Championship | ASEAN Football Championship | ASEAN Football Championship | ASEAN Football Championship |
| An                          | Rundă                       | M                           | V                           | E                           | Î                           | GM                          | GP                          |
| --------------------------- | --------------------------- | --------------------------- | --------------------------- | --------------------------- | --------------------------- | --------------------------- | --------------------------- |
| 1996                        | Grupe                       | 4                           | 1                           | 1                           | 2                           | 5                           | 10                          |
| 1998                        | Grupe                       | 3                           | 0                           | 1                           | 2                           | 2                           | 8                           |
| 2000                        | Grupe                       | 4                           | 0                           | 0                           | 4                           | 0                           | 16                          |
| 2002                        | Grupe                       | 3                           | 0                           | 1                           | 2                           | 3                           | 8                           |
| 2004                        | Grupe                       | 4                           | 1                           | 0                           | 3                           | 4                           | 16                          |
| 2007                        | Grupe                       | 3                           | 0                           | 0                           | 3                           | 1                           | 23                          |
| 2008                        | Grupe                       | 3                           | 0                           | 0                           | 3                           | 0                           | 13                          |
| 2010                        | Grupe                       | 3                           | 0                           | 1                           | 2                           | 3                           | 13                          |
| Total                       | Grupe                       | 27                          | 2                           | 4                           | 21                          | 18                          | 107                         |

## Lot
| 1  | P | Sengphachan Bounthisanh     | 1 iunie 1987       |  | Vientiane Capital |  |  |  |
| 18 | P | Sourasay Keosouvandeng      | 20 februarie 1992  |  | MCTPC             |  |  |  |
| 28 | P | Seng Athit Somvang          | 2 iunie 1991       |  | Lao Police        |  |  |  |
|    |   |                             |                    |  |                   |  |  |  |
| 2  | F | Saynakhonevieng Phommapanya | 28 octombrie 1988  |  | MCTPC             |  |  |  |
| 3  | F | Kitsada Thongkhen (c)       | 8 aprilie 1987     |  | MCTPC             |  |  |  |
| 4  | F | Ketsada Souksavanh          | 23 noiembrie 1992  |  | Ezra              |  |  |  |
| 5  | F | Khamla Pinkeo               | 23 noiembrie 1990  |  | Lao Police        |  |  |  |
| 19 | F | Kovanh Namthavixay          | 23 iulie 1987      |  | Lao Army          |  |  |  |
| 16 | F | Senlati Vongsouriyasack     | 7 aprilie 1990     |  | Lao Banks         |  |  |  |
| 29 | F | Khamphoumy Hanvilay         | 28 octombrie 1987  |  | MCTPC             |  |  |  |
|    |   |                             |                    |  |                   |  |  |  |
| 7  | M | Phatthana Syvilay           | 4 octombrie 1990   |  | MCTPC             |  |  |  |
| 10 | M | Kanlaya Sysomvang           | 3 noiembrie 1990   |  | Khonkaen          |  |  |  |
| 11 | M | Keoviengphet Liththideth    | 30 noiembrie 1992  |  | Ezra              |  |  |  |
| 13 | M | Kaysone Soukhavong          | 7 iunie 1987       |  | Lao Banks         |  |  |  |
| 14 | M | Konekham Inthammavong       | 10 iulie 1992      |  | Lao Banks         |  |  |  |
| 17 | M | Phonepaseuth Sysoutham      | 28 mai 1990        |  | Vientiane Capital |  |  |  |
| 20 | M | Soukaphone Vongchiengkham   | 9 martie 1992      |  | Ezra              |  |  |  |
| 22 | M | Manolom Phomsouvanh         | 26 septembrie 1992 |  | Ezra              |  |  |  |
| 24 | M | Viengsavanh Sayyaboun       | 3 iunie 1989       |  | Lao Army          |  |  |  |
| 33 | M | Somsavath Vilaihong         | 7 august 1987      |  | Vientiane Capital |  |  |  |
|    |   |                             |                    |  |                   |  |  |  |
| 8  | A | Lamnao Singto               | 15 aprilie 1988    |  | MCTPC             |  |  |  |
| 25 | A | Khampheng Sayavutthi        | 19 iulie 1986      |  | Khonkaen          |  |  |  |